# Thaumasiodes eurymitra
Thaumasiodes eurymitra là một loài bướm đêm trong họ Noctuidae.